# Gokayama

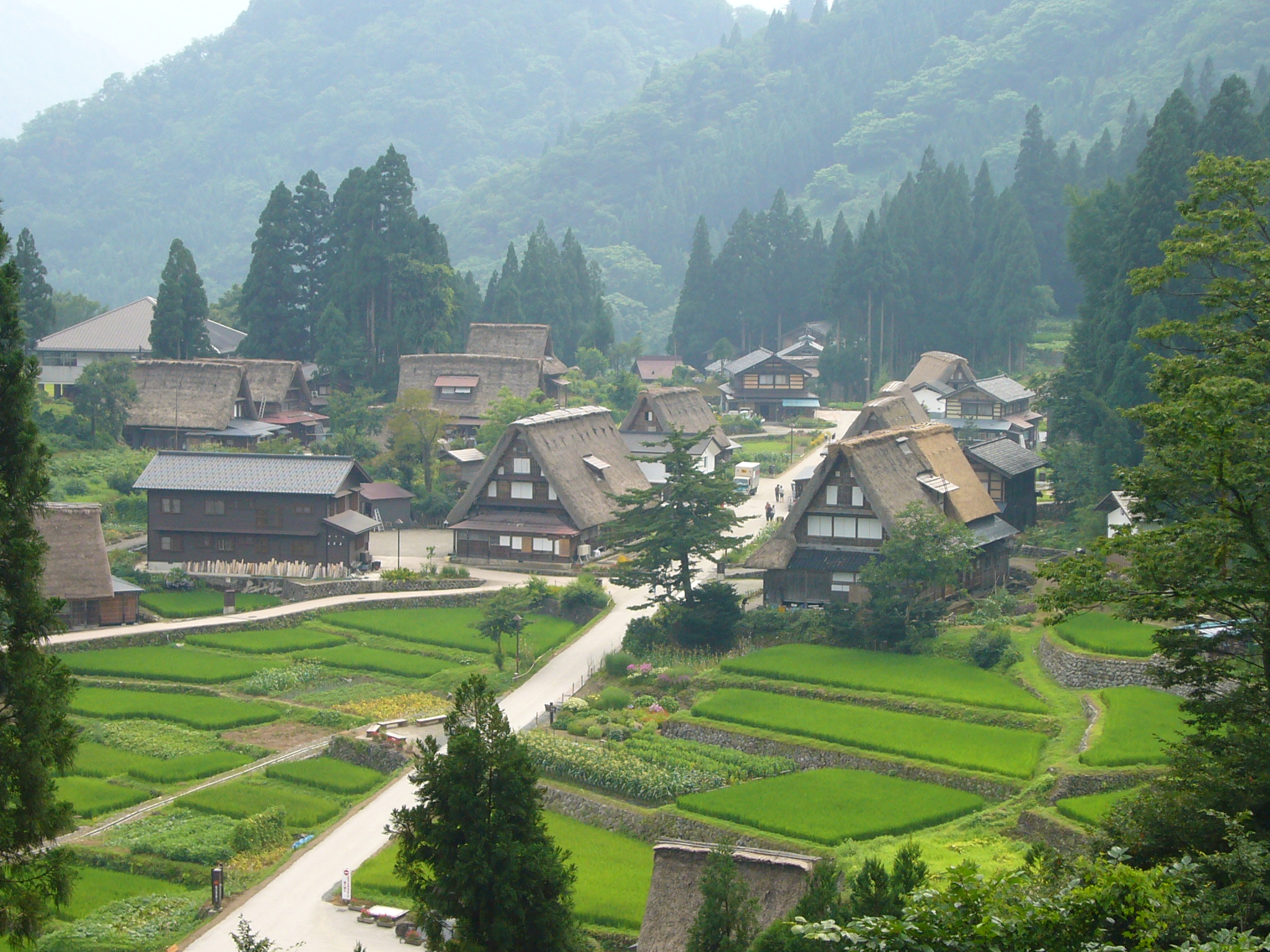
Casas Gasshō-zukuri em Gokayama

Gokayama (五箇山) é uma área dentro da cidade de Nanto, na província de Toyama, Japão. Ela foi inscrita na Lista de Patrimônio Mundial da UNESCO, devido às suas tradicionais casas Gasshō-zukuri, juntamente com a vizinha Shirakawa-gō, na província de Gifu. A sobrevivência deste estilo arquitetônico tradicional é atribuída à localização isolada nas margens superiores do rio Shogawa. Esta é também a razão pela qual o estilo de vida e a cultura de Gokayama permaneceram tradicionais por muitos anos depois que a maior parte do país tinha se modernizado. Muitas das casas ultrapassam os 300 anos de idade.
A região de Gokayama inclui as antigas aldeias de Taira, Kamitaira e Toga. A aldeola gasshō de Ainokura está localizada em Taira, enquanto a de Suganuma está em Kamikaira;ambas são consideradas monumentos nacionais.

## Ainokura
Ainokura, na região de Gokayama, foi inscrita como Patrimônio Mundial em dezembro de 1995, como uma das três aldeias com casas no estilo gassho.
Ainokura possui vinte casas no estilo gassho. A maioria delas tem entre 100 e 200 anos, e diz-se que a mais velha delas foi construída há cerca de 400 anos. O telhado gassho tem uma inclinação de 60 graus, formando um triângulo quase equilátero. Este nível de inclinação permite que a neve escorregue pelo telhado com facilidade. O enorme telhado é suportado por sólidas vigas de carvalho chamadas “chonabari”, que são curvas na base. As coberturas dos telhados são recompostas a cada 15 a 20 anos. Atualmente, isto é feito pela Cooperativa de Proprietários da Floresta Gokayama. Mais detalhes sobre as casas.